# روپاها
روپاها (به لاتین: Rupaha) یک منطقهٔ مسکونی در سری‌لانکا است که در استان مرکزی (سری‌لانکا) واقع شده‌است.